# Тёмно-Осинова
Тёмно-Осинова — деревня в Пригородном районе Свердловской области России. Входит в муниципальный округ Горноуральский, управляется Краснопольской территориальной администрацией.
Ранее деревня входила в состав Краснопольского сельсовета Пригородного района.

## География
Деревня Тёмно-Осинова расположена в 42 километрах к юго-востоку от города Нижнего Тагила, на левом берегу реки Нейвы. В районе деревни русло реки Нейвы становится шире — река образует Петрокаменский пруд, протянувшийся на несколько километров с запада на восток, до соседнего села Петрокаменского. Берег местами заболочен. Севернее деревни Тёмно-Осиновой проходит шоссе местного значения Николо-Павловское — Петрокаменское — Алапаевск.

## Население
| 2002 | 2010 | 2021 |
| ---- | ---- | ---- |
| 4    | ↗14  | ↘8   |